# Délit de fuite en France
Ne doit pas être confondu avec Refus d'obtempérer en droit français.
Cet article concerne le délit de fuite en France. Pour un article plus international, voir délit de fuite.
En cas d'accident matériel ou corporel, tout conducteur impliqué a des obligations et des devoirs auxquels il doit faire face. Quitter les lieux d'un accident sans respecter ces obligations est sanctionné par le Code de la route (Article L 231-1).
En France en 2021, on comptait 181 000 délits de fuite soit près de 500 par jour.

## Éléments constitutifs de l'infraction de délit de fuite
Ces éléments sont cumulatifs.
1- La conduite d'un véhicule
L'infraction suppose :
- la conduite d'un véhicule quelconque : voitures particulières, poids lourds, véhicules agricoles, véhicule à traction animale, tricycles et quadricycles à moteur, motocyclettes ...
- la fuite du véhicule auteur de l'accident : le délit n'est pas constitué si un conducteur s'échappe mais qu'il était simplement témoin d'un accident mais pas le conducteur qui a occasionné l'accident. Néanmoins, l'incrimination de complicité peut être retenue à l'encontre d'un passager qui refuserait de communiquer l'identité de l'auteur de l'accident. On peut être impliqué dans un accident sans heurter un autre véhicule[3].

2- La conscience d'avoir causé ou occasionné un accident
De toute évidence, on ne peut pas reprocher à un automobiliste de ne pas s'être immobilisé lors d'un accident léger, si celui-ci n'a pu matériellement et objectivement en prendre conscience.
- La conscience de l'accident ne se présume pas, il faut la prouver ;
- La conscience n'impose pas le souvenir puisque le conducteur ayant commis un accident peut être poursuivi même s'il ne se souvient pas avoir été acteur d'un dommage ;
- La conscience de l'accident relève du pouvoir d'appréciation souverain des juges compétents.

Le délit est constitué même si :
- le prévenu s'est excusé ou a indemnisé la victime ;
- la victime a par la suite retiré sa plainte ;
- l'accident est minime, ayant occasionné des infimes dommages matériels.

3- La volonté d'échapper à sa responsabilité pénale ou civile
- le délit sera constitué si l'auteur de l'accident a poursuivi sa route afin d'éviter son identification pour échapper à sa responsabilité ;
- l'arrêt doit être volontaire et non contraint par un évènement extérieur telle que l’immobilisation imposée par les forces de l’ordre ;
- l'automobiliste doit s'arrêter immédiatement sur le lieu de l'accident et non à proximité.

La jurisprudence apprécie l’infraction notamment en fonction de l’attitude plus ou moins marquée par la précipitation de l’auteur du dommage. Ainsi, le maintien suffisamment long sur les lieux permettant l’identification du conducteur permet d’écarter la poursuite pénale pour délit de fuite.
4- L'absence d'identification du conducteur
L'infraction sera constituée dès lors que le prévenu n'aura pas permis volontairement son identification et ne se sera pas arrêté afin de déterminer les causes de l'accident.
Ce n'est donc pas l'identification du véhicule qui importe, mais celle de l'auteur de l'accident.

## Peines encourues
Le délit de fuite est puni de trois ans d'emprisonnement et de 75 000 euros d'amende. Il s'expose en outre aux sanctions suivantes :
- suspension de permis pour une durée de 5 ans ;
- annulation du permis de conduire en cas de blessures et d'homicides involontaires ;
- interdiction d'obtenir le permis de conduire ;
- travail d'intérêt général ;
- jours-amende ;
- confiscation du véhicule.

La poursuite pour délit de fuite n'empêche pas d'être également poursuivi pour les infractions suivantes :
- le défaut de maîtrise du véhicule ;
- non assistance à personne en détresse ;
- homicide ou de blessures involontaires.

Si l'accident auquel se rattache le délit de fuite a eu des victimes corporelles (blessures ou décès), les peines d'amende et de prison ci-dessus sont doublées.

## Distinction entre «délit de fuite» et «refus d'obtempérer»
Le délit de « refus d'obtempérer » (Article L 233-1 du code de la route) est le fait, pour un conducteur :
- de faire obstacle à l'immobilisation de son véhicule ;
- ou d'omettre sciemment d'obtempérer, à une sommation de s'arrêter émanant d'un fonctionnaire ou agent chargé de constater les infractions ;
- ou de refuser de se soumettre à toutes vérifications prescrites concernant le véhicule ou la personne.

Ce délit, puni d'un emprisonnement de 2 ans et d'une amende de 15 000 euros, est donc indépendant de la réalisation d'un accident.